# Lakeshore Gardens-Hidden Acres
Lakeshore Gardens-Hidden Acres – jednostka osadnicza w Stanach Zjednoczonych, w stanie Teksas, w hrabstwie San Patricio.